# Impacto cultural de la serie Guitar Hero

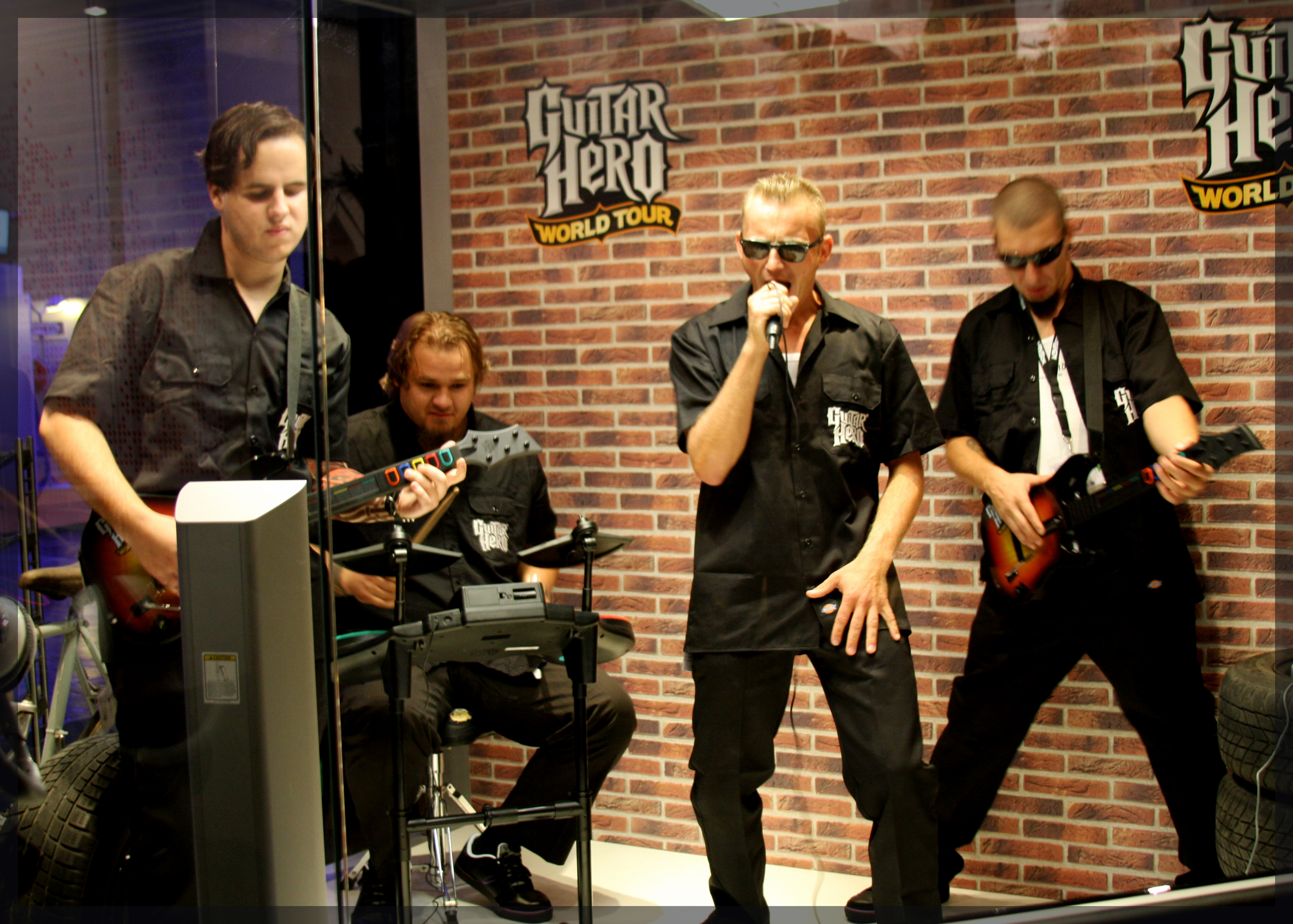
Guitar Hero, que ha evolucionado para incorporar batería y voz, además de la guitarra principal y bajo, se ha convertido en una actividad de gran popularidad y ha dejado una huella profunda en diversas industrias.

Guitar Hero es una serie de videojuegos de ritmo publicada por Activision en la que los jugadores utilizan controles en forma de guitarra para imitar la interpretación de numerosas canciones de música rock en un modo de juego de Score Attack; los juegos posteriores de la serie han incluido soporte para batería y voz, así como también la posibilidad de tocar como una banda completa.
Con ventas totales superiores a los 2 mil millones de dólares en todo el mundo, la serie de juegos ha tenido un impacto cultural significativo, convirtiéndose en un fenómeno cultural y siendo reconocible en la cultura popular. La serie de juegos ha influenciado a los usuarios más jóvenes para que aprendan a tocar instrumentos reales, y además, ha encontrado función dentro de la industria de atención médica para ayudar a pacientes en proceso de recuperación.
Los títulos se convirtieron en populares juegos de fiesta, lo que los llevó a ser jugados en una variedad de locales. A raíz de la popularidad de la serie, varios bares en Estados Unidos y Canadá comenzaron a ofrecer "Noches de Guitar Hero" como una alternativa al karaoke; un bar en la ciudad de Nueva York experimentó un aumento triple en las ganancias de su negocio durante estas noches.
Muchas giras de conciertos, incluida la Family Values Tour, cuentan con puestos de Guitar Hero y concursos entre actuaciones.
Guitar Hero ha sido responsable de introducir a las personas en la música rock e inspirarlos a aprender a tocar la guitarra. Un estudio realizado por Youth Music encontró que 2.5 millones de los 12 millones de niños en el Reino Unido han comenzado a aprender a tocar instrumentos reales después de jugar videojuegos musicales como Guitar Hero; el grupo cree que estos videojuegos podrían ser incorporados en programas educativos de música.
Activision se ha asociado con la United Service Organizations para proporcionar apoyo monetario y copias de Guitar Hero III a las Fuerzas Armadas de los Estados Unidos en todo el mundo.

## En el entretenimiento
Tanto Guitar Hero como Rock Band (una serie de juegos similares desarrollada por Harmonix, quien creó originalmente Guitar Hero), , han transformado las industrias de los videojuegos y la música. 
En el ámbito de los videojuegos, la introducción de Guitar Hero a llevado a que los juegos de ritmo se conviertan en uno de los mercados de mayor crecimiento en la industria.  
La serie también ha generado la creación de juegos tanto comerciales como desarrollados de forma independiente, con mecánicas de juego similares, así como herramientas de aprendizaje que utilizan una guitarra real en lugar del controlador. 
Los artistas de décadas anteriores que aparecieron en Guitar Hero y Rock Band han experimentado un aumento de popularidad en su música, y los juegos se han considerado una forma de que las audiencias más jóvenes experimenten el mundo del rock clásico mediante las canciones añadidas.  
Bandas más recientes y artistas independientes también han encontrado éxito al ser incluidos en el juego. Esto ha llevado a que las bandas busquen incluir sus canciones en los juegos. El impacto de Guitar Hero en la industria de la música han llevado a las editoras musicales a reevaluar su enfoque a la hora de licenciar sus canciones y su relación con la industria de los videojuegos.

## En salud y tratamientos
Guitar Hero ha demostrado ser una herramienta útil en el desarrollo de los niños y en la recuperación de diversas lesiones. Según  Salon.com, los juegos ayudaron a un guitarrista de 8 años a aprender sensibilidad al ritmo, así como a desarrollar la destreza y el uso independiente de las manos necesarios para tocar el instrumento.
Guitar Hero  ha sido utilizado junto con la fisioterapia para ayudar en la recuperación de pacientes que han sufrido derrames cerebrales, ya que los juegos ayudan con la coordinación de múltiples extremidades entre los trastes y el rasgueo.
El baterista de Blondie, Clem Burke, ha colaborado con investigadores de la Universidad de Chichester y la Universidad de Gloucestershire para determinar cómo juegos como Guitar Hero pueden abordar problemas de "obesidad infantil y en adultos, autismo, pacientes con problemas cerebrovasculares y de salud, y bienestar mental en el lugar de trabajo".[cita requerida]
Investigadores de la Universidad Johns Hopkins han utilizado Guitar Hero III y su controlador para ayudar a pacientes amputados y desarrollar nuevas prótesis para estos pacientes. Investigadores de la Universidad de Nevada en Reno han logrado modificar un guante de retroalimentación háptica para que funcione con Frets on Fire, el clon gratuito de Guitar Hero, y así crear Blind Hero, un juego de música que se basa en el tacto y el sonido para atraer a jugadores con discapacidad visual.
Guitar Hero se utilizó como parte de un estudio de sueño en jóvenes de la Universidad Trent, el cual demostró que, en general, los jugadores tenían un mejor rendimiento al volver a tocar una canción que habían conocido por primera vez doce horas antes, si durante ese período habían tenido un sueño normal.

## En la industria de los videojuegos
El 21 de enero de 2008, Activision anunció que las ventas de toda la franquicia de Guitar Hero habían superado los mil millones de dólares en América del Norte, con más de 16 millones de unidades vendidas, excluyendo el contenido descargable. Hasta julio de 2008, se habían vendido más de 20 millones de canciones como contenido descargable, y para mayo de 2009, la cifra alcanzó los 34 millones.
Hasta el 9 de octubre de 2008, la serie había vendido 23 millones de unidades con ventas de 1.6 mil millones de dólares en Estados Unidos, y hasta mayo de 2009 había alcanzado los 2 mil millones de dólares en ventas al por menor. Activision afirma que Guitar Hero es la tercera franquicia de videojuegos más grande después de las series Mario y Madden NFL, y está presente en más de 15 millones de hogares.
Guitar Hero: World Tour, junto con otros juegos de música como Rock Band 2, impulsó el mercado de videojuegos en 2008. Informes de NPD Group señalan que los videojuegos de música representaron el 19% de las ventas totales de la industria de software en julio de 2008, y el 16% hasta noviembre de 2008, contribuyendo a un crecimiento del sector del 32% en lo que va del año hasta julio de 2008. Las ventas totales de juegos de música se duplicaron en 2008, alcanzando un total de 1.9 mil millones de dólares.
Guitar Hero representó aproximadamente la mitad de esa cifra, con un total de 992 millones de dólares en ventas al por menor en 2008, y fue la marca más vendida del año. En la Consumer Electronics Show de 2009, el CEO de Activision, Mike Griffith, declaró que Guitar Hero III fue el primer videojuego en superar los mil millones de dólares en ventas totales.
Activision informó que la franquicia de Guitar Hero tenía el 55% del mercado estadounidense y europeo durante el primer trimestre de 2009. Los analistas esperaban que el año 2009 fuera crucial para determinar la dirección futura de los juegos de música, si el sector seguiría creciendo o permanecería estancado.
Un análisis preliminar del primer semestre de 2009 mostró que las ventas de los juegos de las franquicias de Guitar Hero y Rock Band habían disminuido a la mitad en comparación con el mismo período en 2008, probablemente debido a una disminución de compras de los paquetes que incluyen uno o más controladores, los cuales además, eran los más costosos,  así como también grandes descuentos en los precios de juegos antiguos. Viacom, la empresa matriz de MTV Games, informó de una disminución del 32% en las ganancias del segundo trimestre de 2009, parcialmente debido a las débiles ventas de Rock Band en medio de la débil economía de ese período.
La serie ha creado un mercado para productos fuera de los videojuegos. McFarlane Toys ha desarrollado una serie de figuritas de seis pulgadas de alto basadas en los personajes del juego. Brett Ratner, director de Rush Hour y x-men: The Last Stand,ha expresado su deseo de llevar una película basada en Guitar Hero a los cines, sin embargo, Activision, no aprobó la idea de una adaptación cinematográfica.

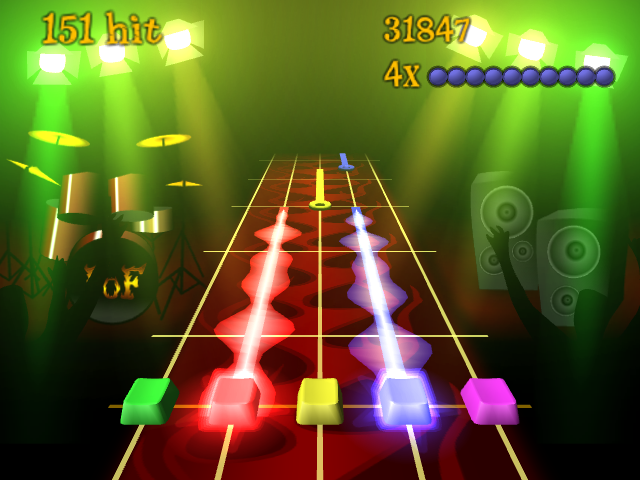
Frets on Fire es uno de los muchos clones basados en el éxito de la serie Guitar Hero.

La popularidad de la serie Guitar Hero ha llevado al desarrollo de varios clones comerciales e independientes. Además de la serie Rock Band de Harmonix, Konami lanzó Rock Revolution en 2008, que presenta batería y guitarra (el juego no incluye voces) similar a Guitar Hero: World Tour.
PopStar Guitar para los sistemas PlayStation 2 y Wii, desarrollado por XS Games, presenta una jugabilidad similar a la serie Guitar Hero, pero con música pop en lugar de rock y metal. Digital Praise lanzó un juego basado en la guitarra con temática de rock cristiano llamado Guitar Praise, también en 2008. Guitar Rising, que iba a ser publicado para computadoras personales por Game Tank para 2009, se basa en el uso de una guitarra real para perfeccionar habilidades. We Rock: Drum King es un juego promovido por Rolling Stone para la Wii que utiliza dos mandos de Wii como baquetas virtuales.
Frets on Fire es un clon de código abierto de Guitar Hero para computadoras personales que presenta canciones independientes disponibles de forma gratuita y permite a los usuarios crear sus propias pistas de notas. Clone Hero ofrece los mismos aspectos de libertad en la elección de canciones y pistas de notas creadas por la comunidad, pero su objetivo es recrear casi exactamente Guitar Hero en lugar de imitarlo.
Otros juegos basados en Guitar Hero incluyen Battle of the Bands y Ultimate Band. Guitar Hero también ha influido en otros juegos fuera del género de música. Tim Schafer, atribuye a Harmonix y al primer juego de Guitar Hero el haber ayudado a establecer el pitch de su juego inspirado en el heavy-metal, Brütal Legend, debido al aumento en la popularidad de la música metalera gracias al éxito de Guitar Hero. Los controladores de guitarra han sido reutilizados como controles para un juego de plataforma desarrollado de manera independiente llamado Fret Nice. Rock of the Dead para la Wii se basa en combinar los aspectos de The Typing of the Dead con el uso de un controlador de guitarra de Guitar Hero para repeler a los zombies. Un espacio temático de Guitar Hero para PlayStation Home, llamado "Guitar Hero: Backstage", fue lanzado el 26 de marzo de 2009 en la versión de Norteamérica e incluye un minijuego similar a "Simon dice" llamado "Guitar Hero-Master of Rock", además de objetos temáticos y videos para el usuario relacionados con el juego.
También se ha considerado que Guitar Hero ha contribuido a popularizar y hacer más aceptable el uso de periféricos especiales para los consumidores en los juegos que le siguieron, incluida la consola Wii de Nintendo y juegos como Mario Kart Wii y Wii Fit.
También han surgido sitios web de fans para proporcionar noticias y foros relacionados con la serie Guitar Hero. Scorehero es uno de esos sitios que incluye tanto foros como seguimiento informal de las puntuaciones de los jugadores para las series Guitar Hero y Rock Band; el sitio ha recibido donaciones del presidente de Harmonix, Alex Rigopulos, y los miembros del sitio han sido invitados a demostraciones previas al lanzamiento de juegos próximos, lo que a menudo resulta en información sobre las canciones en estos juegos.
Guitar Hero ahora ostenta un lugar en el Libro Guinness de los Récords en su "Edición de Gamers", donde se registra la puntuación más alta en una sola canción (la canción "Through the Fire and Flames" de Dragonforce) en Guitar Hero III; el récord ha sido ostentado tanto por Chris Chike como por Daniel Johnson, quienes se superaron mutuamente en intentos posteriores; Johnson es el titular actual del récord. Chike ha recibido atención adicional por completar una partida completa y perfecta de la canción "Through the Fire and Flames" de Dragonforce. Las reputaciones de ambos jugadores les han conseguido acuerdos como embajadores, Chike para The Ant Commandos, un fabricante de controladores periféricos de terceros, y Johnson para eMazingGaming.com, un promotor de eventos de videojuegos. Guinness también otorgó a la serie diez récords mundiales en la "Edición de Gamers 2008", incluidos "Mejor Juego de Guitarra Más Vendido" y "El Funeral Más Grande para un Objeto Ficticio", cuando en noviembre de 2006 se realizó un funeral por la guitarra de aire en Londres, Inglaterra, como una estrategia publicitaria para el lanzamiento de Guitar Hero II.

## En la industria de la música

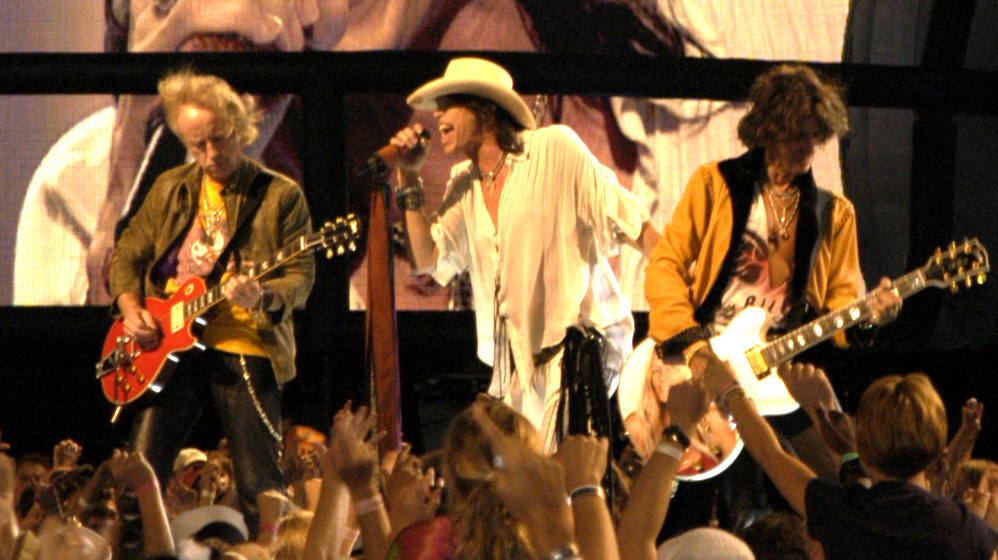
La banda Aerosmith ha ganado más dinero con Guitar Hero: Aerosmith que con las ventas de cualquier álbum individual.

Guitar Hero y Rock Band han sido considerados un impulso para la industria musical de manera similar a los videos musicales en la década de 1980. Tanto las bandas con licencia como las independientes cuyas obras han sido incluidas en los juegos de Guitar Hero han ganado aún más popularidad gracias a esta inclusión.  Tanto las compañías discográficas como los minoristas han experimentado aumentos del 200% al 300% en las ventas de canciones después de su inclusión en la serie.  Todas las canciones de Guitar Hero III rastreadas por Nielsen SoundScan (62 de 70) vieron un aumento en las ventas de descargas digitales la semana que finalizó el 30 de diciembre de 2007, cuando muchos que recibieron el juego como regalo lo estaban jugando. Cada canción incluida en Guitar Hero III y Rock Band experimentó un aumento en las ventas de descargas durante 2007 entre un 15% y un 843%.
Una encuesta realizada por Kiri Miller de la Universidad Brown encontró que el 76% de los jugadores de Guitar Hero compraron la música que escucharon en el juego. El reconocimiento del grupo independiente Bang Camaro aumentó después de que su canción "Push Push (Lady Lightning)" apareciera en Guitar Hero II.  La banda DragonForce, cuya canción "Through the Fire and Flames" se presenta como una canción adicional en Guitar Hero III: Legends of Rock, experimentó un aumento del 126% en las ventas de CD en la semana posterior al lanzamiento del juego, y las descargas de la canción, que vendieron menos de 2,000 copias semanalmente, aumentaron a más de 10,000 después del lanzamiento de Guitar Hero III y se acercaron a 40,000 en la semana que finalizó el 30 de diciembre de 2007.
Incluso grupos más antiguos y establecidos como Aerosmith vieron un aumento en las ventas al mismo tiempo que se lanzaron juegos de Guitar Hero que contenían sus canciones,  como un aumento modesto en las ventas de descargas de su canción "Same Old Song and Dance", que aumentaron de 374 copias a 2,041 la semana anterior; se observó un aumento del 40% en el catálogo de la banda en las semanas siguientes al lanzamiento de Guitar Hero: Aerosmith.
Según el CEO de Activision, Bobby Kotick, Guitar Hero: Aerosmith ha generado más dinero para Aerosmith que cualquiera de sus álbumes anteriores.  Tanto Guitar Hero como Rock Band se consideran nuevos métodos de distribución musical; un análisis de la empresa de investigación de mercado NPD Group afirma que "a medida que crece la industria de los videojuegos, se está convirtiendo en una plataforma de promoción cada vez más atractiva para todo tipo de industrias".
Los juegos también se han visto como una forma de introducir a las generaciones más jóvenes a la música del pasado; bandas como Living Colour, Warrant, The Grateful Dead, Poison y Ratt han visto un aumento en el interés por su música debido a la inclusión de sus canciones en Guitar Hero o Rock Band, así como en otros juegos de música. Joel Peresman, presidente y CEO del Salón de la Fama del Rock and Roll, atribuye los aumentos en la asistencia al museo en 2008-2009, especialmente en familias con niños pequeños, en parte al éxito de Guitar Hero y Rock Band.
La popularidad del contenido descargable para juegos de música ha llevado a la lista de descargas oficiales del Reino Unido a considerar la inclusión de estas ventas en su recopilación de datos de rendimiento de ventas.
Las bandas o aquellos que controlan los derechos de autor de las obras de las bandas han estado en conversaciones con los fabricantes y distribuidores tanto de Guitar Hero como de Rock Band como métodos para lograr una mayor exposición para la banda.
Después del anuncio de Guitar Hero: Aerosmith, Martin N. "Marty" Bandier, ejecutivo de Sony/ATV, que posee los derechos de autor de las composiciones de The Beatles, declaró que estaba muy interesado en ayudar a Activision a llevar al mercado un título de Guitar Hero temático de The Beatles de manera similar.  Tanto Activision como MTV Games estuvieron en conversaciones con representantes de The Beatles para crear un juego temático de The Beatles, hasta que MTV Games obtuvo una licencia exclusiva con Apple Corps, Ltd. para producir The Beatles: Rock Band.  Grupos como Van Halen, The Eagles, Steely Dan y Guns N' Roses tenían acuerdos de colaboración con estas compañías para incluir sus canciones en futuros juegos.
Otros artistas, después de haber jugado Guitar Hero o Rock Band, podrían haberse acercado a los desarrolladores del juego para solicitar la inclusión de canciones específicamente diseñadas para su adaptación en pistas jugables. Sin embargo, no todas las bandas se sintieron cómodas con esto: Led Zeppelin rechazó ofertas de ambos juegos para incluir su música debido a las preocupaciones que Jimmy Page y otros miembros de la banda tenían sobre sí debían lanzar las grabaciones maestras de su música. También hubo casos en los que las bandas querían ser incluidas, pero las grabaciones maestras se habían perdido o no eran utilizables. Algunas bandas como los Sex Pistols, Living Colour y Aerosmith han vuelto a grabar estas canciones, mientras que otras bandas han podido proporcionar grabaciones maestras de conciertos en vivo. Sin embargo, algunos artistas más grandes no han podido hacerlo.  El director de Neversoft, Brian Bright, afirma que no esperan poder adquirir canciones de Pink Floyd y Prince debido a tales razones.  Con el lanzamiento de The Beatles: Rock Band, Pink Floyd también estaba en discusiones activas para incluir su música en Guitar Hero o Rock Band, según representantes de EMI.
Guitar Hero y otros juegos basados en música rock trabajan con compañías discográficas para obtener licencias de cada canción para su uso, con un costo promedio por canción de $25,000 por los derechos de utilizar una grabación maestra y $10,000 por los derechos para hacer una versión.  El impacto de Guitar Hero y Rock Band ha llevado a las compañías discográficas a crear intermediarios especializados en videojuegos, dedicados a manejar la inclusión de canciones en estos juegos. Las compañías discográficas y de videojuegos trabajan juntas para vincular los lanzamientos de contenido descargable con lanzamientos de álbumes y apariciones en conciertos, como fue el caso del lanzamiento simultáneo del álbum Death Magnetic de Metallica y sus pistas jugables en Guitar Hero.
Sin embargo, algunos en la industria musical han planteado preocupaciones de que las discográficas no están recibiendo una compensación justa considerando el éxito de los juegos. Edgar Bronfman Jr., presidente y director ejecutivo de Warner Music Group, declaró que "La cantidad que se paga a la industria, a pesar de que sus juegos dependen por completo del contenido que poseemos y controlamos, es demasiado pequeña".
Tim Riley, vicepresidente de asuntos musicales en Activision, cree que el aumento en la popularidad de la serie de juegos ha llevado a más personas, incluidos músicos y sellos discográficos, a querer formar parte del éxito: "La cantidad de personas interesadas en estar asociadas con el juego es probablemente mil veces mayor de lo que podemos incluir en el juego".
El CEO de Activision, Robert Kotick, ha declarado, en respuesta a las afirmaciones de las compañías discográficas, que el impacto que los juegos de Guitar Hero han causado ha llevado a los desarrolladores y editores de juegos a cuestionarse si "deberían pagar dinero en absoluto y si debería ser al revés". Allen Kovac, el manager de Mötley Crüe, señaló que los artistas obtienen una parte más grande de la venta de cada canción de juego descargada en comparación con iTunes, y que las bandas que poseen sus propias grabaciones maestras ganan un porcentaje aún mayor de los derechos de licencia musical. Michael Pachter, un analista de la industria para Wedbush Morgan, señaló que Guitar Hero no depende de un solo sello discográfico, ya que hay casi un suministro de canciones de casi 2000 años disponibles a la tasa actual de lanzamientos de contenido, y un rechazo completo de la industria musical a la serie de juegos podría llevar a medidas antimonopolio. Pachter también contrastó la opinión de Bronfman, afirmando que los usuarios no compran los juegos por las canciones, sino por el juego en sí, siendo que cada canción proporciona su propio desafío.
Sin embargo, los analistas creen que la actitud de Activision hacia las licencias musicales podría haber influido en la decisión de Apple Corps, Ltd. de otorgar el lucrativo acuerdo de licencia para la música de The Beatles a MTV Games, quienes fueron más flexibles en sus negociaciones.
Algunos músicos han sido críticos con el impacto de Guitar Hero en la industria. Jack White de The White Stripes declaró que estaba decepcionado al descubrir que los videojuegos son el lugar más probable donde las audiencias más jóvenes se expondrán a nuevas obras, mientras que Jimmy Page de Led Zeppelin no cree que las personas puedan aprender a tocar instrumentos reales a partir de sus contrapartes en videojuegos. De manera similar, Prince ha rechazado oportunidades para tener su música en la serie, afirmando que sentía que era "más importante que los niños aprendan a tocar realmente la guitarra".

## En la cultura popular
Guitar Hero ha tenido varias apariciones en la cultura popular. Guitar Hero II es el centro de un episodio de South Park titulado "Guitar Queer-o", en el cual Stan y Kyle se exceden en Guitar Hero II y son tratados como si fueran verdaderas estrellas de rock. El episodio se emitió por primera vez el 7 de noviembre de 2007, diez días después del lanzamiento estadounidense de Guitar Hero III: Legends of Rock.
Metalocalypse (creada por Titmouse Studio, que también proporcionó animaciones de escenas dentro del juego Guitar Hero) ha hecho referencia a Guitar Hero;
 en un ejemplo, en el episodio "Dethkids", un niño enfermo compone una canción para el guitarrista rítmico de Dethklok, Toki Wartooth, utilizando un controlador de Guitar Hero.
Ellen DeGeneres ha jugado varias veces a Guitar Hero en 2008 durante el monólogo de su programa de entrevistas. En el episodio del 25 de enero de 2008, se le ve tocando junto a "Barracuda", lo que lleva a que Heart interprete la canción para la audiencia. Durante el final de la séptima temporada de American Idol, los finalistas David Cook y David Archuleta aparecieron en comerciales separados para los juegos, en los cuales parodiaron a Tom Cruise bailando "Old Time Rock and Roll" en la película Risky Business. Esta parodia ha sido utilizada por el director Brett Ratner para crear anuncios para Guitar Hero World Tour, que incluyen a celebridades como Kobe Bryant, Tony Hawk, Alex Rodriguez, Michael Phelps, Corbin Bleu, Heidi Klum, y Marisa Miller.[cita requerida]
El caricaturista político Steve Breenilustró una viñeta en la que la Reina Isabel II recibía Guitar Hero como regalo del Presidente Barack Obama durante su visita, una parodia de la visita de Obama a Inglaterra en abril de 2009, durante la cual le regaló un iPod a la Reina Isabel II.
Durante el entretiempo de la MLS Cup 2009, dos jugadores de la liga,  Jimmy Conrad de Kansas City Wizards y Freddy Montero de Seattle Sounders FC se enfrentaron en el juego Guitar Hero World Tour al ritmo de la canción "Beat It" de Michael Jackson.
Una escena escrita en el guion por Vince Vaughn para Couples Retreat presenta al personaje de Vaughn desafiando a un empleado del complejo a un enfrentamiento en Guitar Hero 5.
El álbum "This Gigantic Robot Kills" de MC Lars incluye una canción llamada "Guitar Hero Hero (Beating Guitar Hero Does Not Make You Slash)", burlándose de los jugadores frecuentes de G.H. La canción presenta un solo de Paul Gilbert. (Las letras de la canción hacen referencia a los siguientes guitarristas reales, además de esos dos: Robert Johnson, Dimebag Darrell, Eric Clapton y Jimi Hendrix).
El video musical de la canción "Touch My Body" de Mariah Carey presenta a un nerd tocando en un controlador de Guitar Hero.
El video musical de la canción "Awakening" de la banda de rock de San Diego, Switchfoot, presenta a dos hombres que regresan a casa y compiten por separado en Guitar Hero, utilizando recortes de cartón en stop-motion para simular la interfaz del videojuego.
El video musical de la canción "We Made You" de Eminem, incluye partes en las que Eminem canta frente a una carretera de notas similar a la de Guitar Hero.
El video de la canción "Start a Band" de Brad Paisley, en colaboración con Keith Urban, incluye un videojuego "Guitar Showdown" similar a Guitar Hero como parte de la historia del video.
La popularidad de la serie se extendió al mundo deportivo; el lanzador de los Detroit Tigers, Joel Zumaya, se lesionó durante los playoffs de 2006 jugando a Guitar Hero.
En la lucha libre profesional, el antiguo equipo de lucha libre TNA de Jimmy Rave y Lance Rock, conocido como The Rock 'n Rave Infection, tenían un gimmick de vestirse como personajes del juego y tocar los controladores de guitarra mientras se dirigían al ring.
El nombre "Guitar Hero" a menudo se yuxtapone con otros instrumentos u otras herramientas para efectos humorísticos. Hay camisetas disponibles de al menos un vendedor que parodian el logotipo de Guitar Hero con una variedad de instrumentos diferentes, desde el violín hasta las gaitas.
La campaña de marketing para The Simpsons Game incluyó carteles ficticios para "Sitar Hero", que representaban al personaje de Los Simpson, Apu, con un controlador de 21 botones y una pequeña lista de canciones que parodiaban canciones del mundo real, como "Pour Some Curry on Me" (una parodia de "Pour Some Sugar on Me" de Def Leppard) y "Shankar Groove Thing" (una parodia de "Shake Your Groove Thing" de Peaches & Herb), una parodia que Harmonix elogió.
En 2006, GameSpot publicó un artículo del Día de los Inocentes anunciando "Cowbell Hero" como un sucesor del primer juego, haciendo referencia al sketch "More cowbell" del programa Saturday Night Live. Además, una camiseta de "Cowbell Hero" aparece entre la colección de camisetas de Chuck en un episodio de la serie de NBC,Chuck.  
Una tira cómica de Penny Arcade imaginó un juego titulado "Photoshop Hero", que se convirtió en un diseño para una de sus camisetas. En una tira cómica dominical de FoxTrot de 2008, se mostraba a los personajes Jason y Marcus jugando a un videojuego llamado "Chamber Music Hero". El periódico satírico The Onion publicó un artículo titulado "Activision informa ventas lentas para Sousaphone Hero". En el episodio 15 de la primera temporada del dibujo animado de Adult Swim, Metalocalypse, una niña joven tocó una canción para el miembro de Dethklok, Toki Wartooth, con un controlador de Guitar Hero. Más tarde, en el tercer episodio de la segunda temporada, se ve a un fanático de Dethklok con un controlador de Guitar Hero en su habitación mientras descarga ilegalmente archivos MP3 de Dethklok.
En marzo de 2010, la Oficina de Estadísticas Nacionales (ONS) del Reino Unido anunció que Guitar Hero se utilizaría para evaluar el riesgo de inflación en el país. El juego Rock Band de Viacom Inc. también fue incluido para reflejar cambios en el gasto del consumidor en el Reino Unido. En el futuro, podría desarrollarse un reality show de Guitar Hero, junto con la posibilidad de una gira de conciertos.